# الحمیرات
الحمیرات (به عربی: الحمیرات) یک روستا در سوریه است که در ناحیه قلعه المضیق واقع شده‌است. الحمیرات ۶۵۸ نفر جمعیت دارد.